# Armstrong (crater lunar)

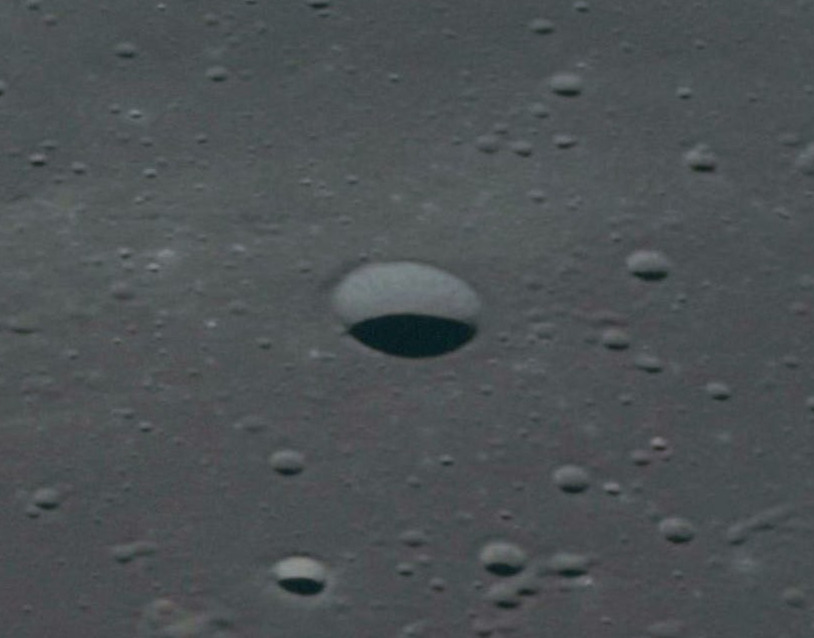
Vedere oblică a craterului Armstrong obținută de pe Apollo 10

Armstrong este un mic crater lunar de impact situat în partea de sud a Mării Liniștii. Se află situat la aproximativ 50 de kilometri nord-est de locul de de aterizare al Apollo 11. Numit după astronautul american Neil Armstrong, craterul este cel mai estic din șirul de trei cratere numite în cinstea membrilor echipajului Apollo 11. La nord se află locul de impact al Ranger 8. 
Acest crater a fost identificat anterior ca „Sabine E”, înainte de a fi redenumit de Uniunea Astronomică Internațională. La rândul său, Sabine este situată la vest de Armstrong. 

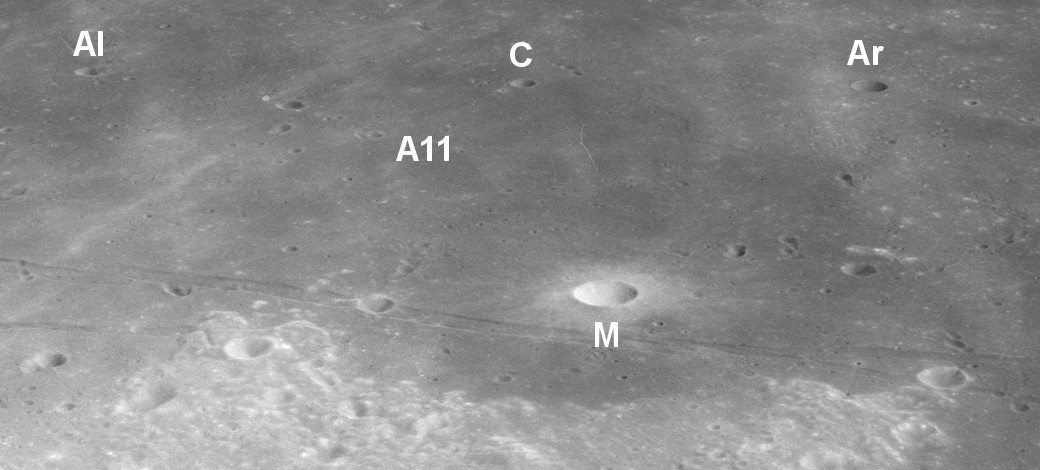
Vedere oblică adnotată furnizată de Apollo 16, care indică locului de aterizare Apollo 11 (A11) relativ la craterele Aldrin (Al), Collins (C), Armstrong (Ar) și Moltke (M)